# Descendents
I Descendents sono un gruppo punk formatosi a Lomita, California, Stati Uniti, nel 1978. Rappresentano e hanno rappresentato, soprattutto negli anni ottanta, uno dei gruppi più importanti della scena punk americana.

## Storia del gruppo

### I primi anni
I Descendents vengono creati nel 1978 dal chitarrista Frank Navetta insieme all'amico Dave Nolte. Inizialmente suonano per divertimento nel garage di Dave ma, quando quest'ultimo lascia la band, si aggiungono al cantante e chitarrista Navetta, il bassista Tony Lombardo ed il batterista Bill Stevenson. Con questa formazione pubblicano il primo singolo, Ride the Wild/It's a Hectic World pubblicato indipendentemente in 100 copie dal gruppo ed accreditato all'etichetta Orca Productions. Nel 1980 entrò nel gruppo come cantante Milo Aukerman, un amico di scuola di Stevenson. La prima uscita con Aukerman fu l'EP del 1981 Fat, pubblicato dalla New Alliance Records, sottocasa della SST Records di Greg Ginn dei Black Flag; 6 minuti di rabbia adolescenziale e umorismo bizzarro, con canzoni come My Dad Sucks e Wienerschnitzel, di solo 12 secondi.
L'album di debutto dell'anno successivo, Milo Goes to College diede al gruppo quel suono caratteristico che li distinse dalla maggior parte dei gruppi hardcore, etichettato in seguito come powerpop, melodic hardcore o pop punk. Gli argomenti delle canzoni erano sull'essere e voler essere rifiutati (I'm Not a Loser, I Wanna Be a Bear, Parents), ragazze (Hope, Myage, Marriage, Kabuki Girl) e sulla pesca (Catalina).
Poco dopo Milo Aukerman lascia la band per concentrarsi sugli studi al college, iniziando un percorso di studi che lo porterà fino al dottorato in biochimica, mentre Bill Stevenson fece parte come batterista del gruppo hardcore punk dei Black Flag. Il gruppo fu inattivo fino 1985, quando uscì l'album I Don't Want to Grow Up. La formazione del gruppo cambiò di molto durante la registrazione di questo album. Navetta e Lombardo lasciarono il gruppo, e furono sostituiti da Ray Cooper e Doug Carrion.

### La formazione definitiva e ALL
Il loro album successivo Enjoy! uscì nel 1986 e proseguì l'esplorazione del pop punk da parte del gruppo. Era un misto di canzoni stupide e senza senso (Enjoy, Kids, Orgofart), e brani maturi ed emotivi come Get the Time e una cover di Wendy dei Beach Boys. Dopo il successivo tour di Enjoy!, Ray Cooper ottenne un lavoro nell'allora emergente ambiente software e Doug Carrion lasciò il gruppo per nuovi progetti. Stevenson chiamò Karl Alvarez e Stephen Egerton dei Massacre Guys di Salt Lake City per rimpiazzarli, creando così la formazione definitiva dei Descendents.
Nel 1987 esce l'album ALL, che rappresenta la definitiva maturità del gruppo negli anni ottanta, con canzoni come Coolidge, Cameage e Clean Sheets. Questo sarebbe stato l'ultimo album del gruppo prima di una nuova interruzione di nove anni. 
Milo lascia il gruppo dopo i tour ALL e FinALL del 1987 per diventare ricercatore a tempo pieno e i restanti componenti dei Descendents presero come cantante Dave Smalley (poi rimpiazzato da Scott Reynolds e dopo da Chad Prince) e si chiamarono con il nome di ALL. Durante questo periodo, la SST Records decide di pubblicare vario materiale della band, il primo disco che fa uscire è il live Liveage, seguito dalla ristampa di Bonus Fat e Milo goes to college, Two Things at Once. La band, non contenta del primo live, fece pressioni per pubblicare un live contenente tutto il repertorio significativo della band, così venne pubblicato Hallraker. L'attività degli ALL continuò fino al 1996, anno in cui si riformarono i Descendents con il ritorno di Milo Aukerman e venne registrato l'album Everything Sucks, seguito dall'omonimo tour. Nell'album sono presenti canzoni scritte da Milo durante lo scioglimento del gruppo. Nel 1997 viene pubblicato Session, un best of e nel 2001 uno split live con gli ALL (che, comunque, condividono i tre quarti dei componenti con i Descendents). Il concerto è stato registrato e pubblicato col nome di Live Plus One.

### Storia recente
Nel 2004 il gruppo ha fatto uscire l'EP 'Merican e il loro nuovo album Cool to Be You. Gli argomenti delle canzoni non sono solo i soliti temi cari ai Descendents, ma anche forti riferimenti politici ('Merican) e una visione più matura dei rapporti (Talking, Anchor Grill) e degli abbandoni (She Don't Care). L'album presenta il solito stile del gruppo, anche se il suono in molte canzoni appare più pulito rispetto a quello degli album precedenti.
Il futuro dei Descendents appare incerto, in quanto i componenti del gruppo sono sparsi: Stevenson fa parte degli Only Crime e collabora con i Lemonheads insieme ad Alvarez, oltre a dirigere lo studio di registrazione Blasting Room mentre Egerton l'Armstrong Recording Studio a Tulsa.
Nel novembre del 2006 è uscito il videogioco Tony Hawk's Downhill Jam per la console Nintendo Wii. Tra le musiche della sua colonna sonora appare la canzone Myage, originariamente presente nel loro album di debutto.

## Formazione

### Formazione attuale
- Milo Aukerman - voce (1981–oggi)
- Stephen Egerton - chitarra (1987–oggi)
- Karl Alvarez - basso (1987–oggi)
- Bill Stevenson - batteria (1979–oggi)

### Ex componenti
- Gwynne Kahn, una sconosciuta cantante femminile che, secondo Milo Aukerman, cantò per il gruppo prima che subentrasse lui (1980).
- Frank Navetta - chitarra (1979–1985, richiamato solo come componente part time nel 1996).
- Tony Lombardo - basso (1979–1985, richiamato solo come componente part time nel 1996).
- Ray Cooper - chitarra (1985–1987)
- Doug Carrion - basso (1985–1987)

## Discografia

### Album in studio
- 1982 - Milo Goes to College
- 1985 - I Don't Want to Grow Up
- 1986 - Enjoy!
- 1987 - ALL
- 1996 - Everything Sucks
- 2004 - Cool to Be You
- 2016 - Hypercaffium Spazzinate
- 2021 - 9th & Walnut

### Live album
- 1988 - Liveage
- 1989- Hallraker
- 2001 - Live Plus One (album split live con gli ALL)

### Raccolte
- 1985 - Bonus Fat
- 1988 - Two Things at Once
- 1991 - Somery

### EP
- 1981 - Fat
- 2004 - 'Merican
- 2016 - SpazzHazard

### Singoli
- 1979 - Ride the Wild/It's a Hectic World
- 1997 - When I Get Old
- 1997 - I'm the One
- 1997 - Gotta

### Alcune apparizioni in compilation
- 1996 - Punk-O-Rama Vol. 2 (con il brano Coffee Mug)
- 1998 - Colonna sonora del Taylor Steele's The Show (con il brano Shattered)
- 1998 - A Compilation of Warped Music
- 2002 - Punk-O-Rama Vol. 6 (con il brano Original Me, cover live degli All)
- 2004 - Rock Against Bush, Vol. 1 (con il brano Sad State of Affairs)
- 2004 - Warped Tour 2004 Tour Compilation
- 2006 - Best of Punk-O-Rama

### Materiale inedito
- 1986 - Still Hungry - Enjoy Sessions (include i brani non ancora pubblicati Doug Rides a Skateboard, Vinnie, e Your Face)

### Album di tributo
- 1995 - Homeage: Lots of Bands Doing Descendents' Songs (album di tributo ai Descendents della Coolidge Records)